# Фруктовый хлеб
Фруктовый хлеб (нем. Früchtebrot) — традиционное блюдо австрийской, баварской и швабской кухонь, представляющее собой сладкий хлеб с большой долей сухофруктов в тесте. Как правило фруктовый хлеб выпекается в виде небольших батонов, имеет сочное и твёрдое тесто, в разрезе видны сухофрукты и орехи, часто украшен миндалём и вишней.

## История
На территории южной Германии, Австрии и Южного Тироля существовала традиция добавления в хлеб, выпекаемого к Рождеству, вяленых груш. В зависимости от диалекта такая выпечка называлась Hutzeln, Hutzen (алеманнский диалект) или Kletzen (баваро-австрийский диалект). С ростом благосостояния и развитием импорта южных фруктов в рецепт фруктового хлеба стали включать чернослив, изюм, курагу, финики, инжир и другие сухофрукты. Сначала в тесто хлеба не добавлялось никаких подсластителей, позже рецептура стала включать в себя мёд или сахар. Иногда фруктовое тесто оборачивалось обычным сдобным дрожжевым, что портило внешний вид, но позволяло сохранить сухофрукты от подгорания.

## Обряды

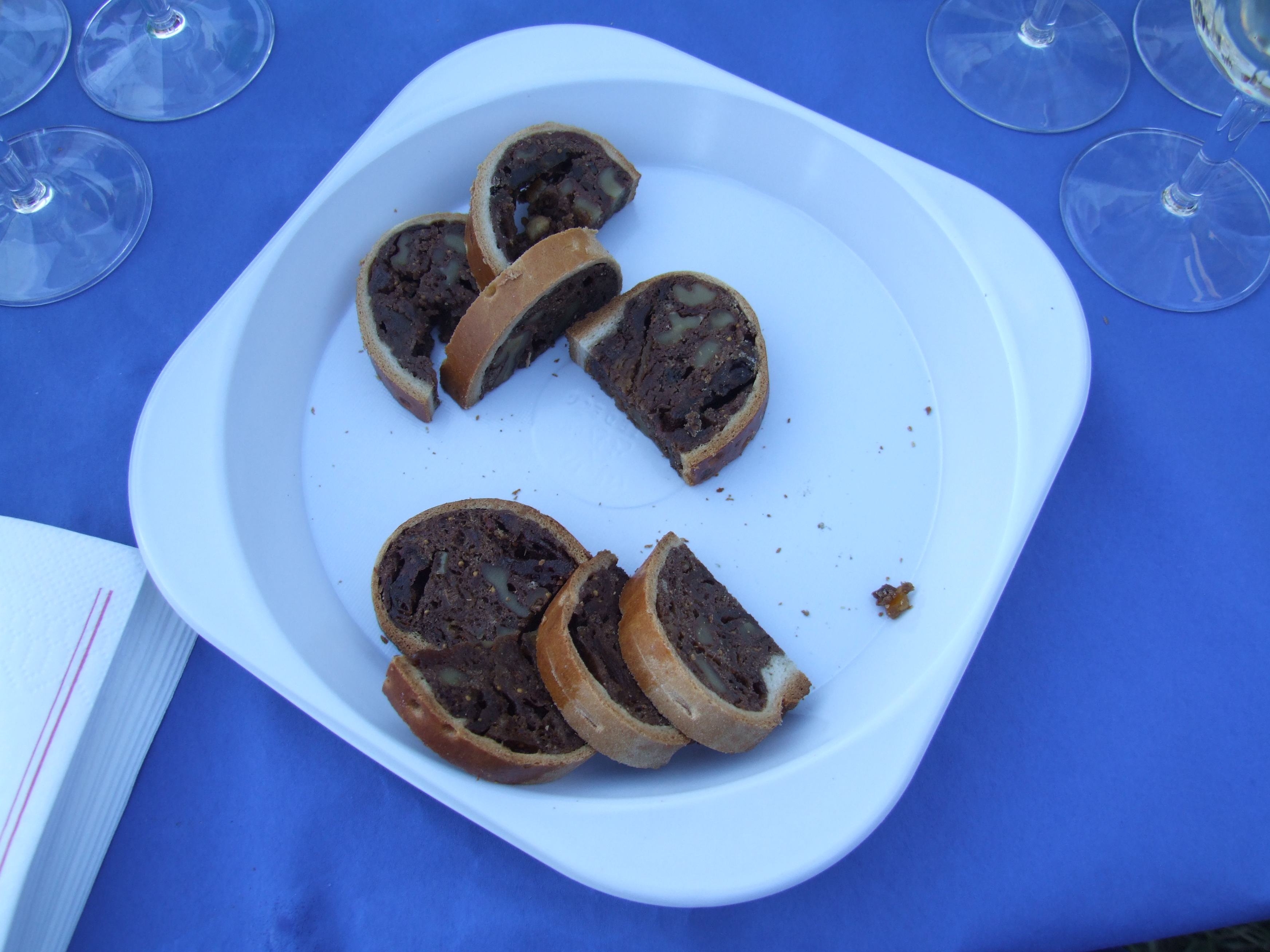
Фруктовый хлеб с вяленой грушей

Фруктовый хлеб пекли на Андреев день (30 ноября). Ночью в канун Андреева дня молодые люди, наряженные в маски, ходили по домам и просили подарки, в том числе и фруктовый хлеб.
Также в канун Рождества или на Степанов день хозяин дома разрезал буханку фруктового хлеба, отдавая по кусочку детям и работникам, также свою долю хлеба получали животные. Этот обряд должен был привлечь удачу в дом и в стойла и носил название Maulgabe (подарок рту).
Фруктовый хлеб был важной частью обряда обручения. Девушка, достигшая брачного возраста, дарила своему возлюбленному кусочек фруктового хлеба. Если отрезанный край был ровным, это означало её согласие на брак, если же край хлеба был неровным, то отказ от предложения о браке.

## В литературе
Многим детям известен фруктовый хлеб из популярной детской книги «Очень голодная гусеница».